# Гези
Гези су били холандски борци који су се у Низоземској револуцији борили на копну и на мору против шпанске окупације. Одреди Геза углавном су састављани од калвиниста.

## Историја
Шумски гези су у шумама у унутрашњости северне Холандије водили герилску борбу против Шпанаца који су приморани да против њих упућују читаве јединице. Морски гези били су војнички значајнији. Сачињавало их је становништво северних провинција Холандије ангажовано као морнари у трговачкој флоти. Морски гези имали су своје луке и у британским лукама све док им краљица Елизабета није затворила луке како би постигла мир са Шпанцима. Након тога су деловали на обалама Холандије. Године 1572. успели су да ослободе град Бриле на ушћу Мезе. Оно постаје њихово упориште. Гези су приморали шпанску војску да подигне опсаде са устаничких градова. Устаницима су довозили храну, а шпанској војсци спречавали снабдевање. 